# Alpha Blondy
Seydou Koné, conocido artísticamente como Alpha Blondy, (n. Dimbokro, Costa de Marfil - 1 de enero de 1953) es un cantante de reggae muy popular en África occidental. Ha cantado con el grupo The Wailers.  

## Trayectoria artística
Canta principalmente en dioula, francés e inglés, pero también ocasionalmente en árabe o hebreo. Las letras de sus canciones expresan fuerte actitud y humor relacionados con la política. Inventó la palabra "democrature" (la cual se traduce como "democratura", combinación de democracia y dictadura) para calificar a algunos gobiernos africanos. Estudió Inglés en el Hunter College en Nueva York, y posteriormente en el programa de Idioma Americano (American Language Program) de la Universidad de Columbia.
El seudónimo surge gracias a su abuela, la pobre señora no podía controlar a su nieto y, como le costaba pronunciar la palabra francesa “bandit” (bandido), lo más parecido fue la palabra Blondy. La otra parte de su nuevo nombre la creó él mismo, anteponiendo la primera letra del alfabeto griego al sobrenombre conocido por todos y se formó ALPHA BLONDY (que significa “el primer bandido”).
Su juventud transcurrió normalmente, escuchaba bandas como The Beatles, Led Zeppelin, Jimi Hendrix y Otis Redding. Pero fue cuando escuchó por primera vez al gran Bob Marley que su mentalidad cambió y decidió volcarse al reggae y hacer canciones de protesta. El heredero de Bob Marley, como se lo conoce y denomina en el ambiente, canta en diferentes idiomas y lenguas como francés, inglés, árabe, hebreo, baoulé, malinké, wólof, ashanti y dioula (lengua hablada en la etnia africana que lleva el mismo nombre).
El 5 de julio de 2005 y después de 3 años editó su nuevo disco llamado “Akwaba, The Very Best” (Akwaba significa bienvenido en lengua akan). Este disco posee 16 grandes temas, no es sólo una recopilación, es, además, una revisión de clásicos de Alpha Blondy acompañado por grandes artistas, tal es el caso de Sweet Sweet, con el músico franco-marfileño Lester Bilal, Cocody Rock, junto con dj Neg'Maroon, cuenta con la colaboración de la banda británica UB40 en el tema Young guns, entre otros.
Alpha Blondy es reconocido a escala global por su trayectoria como uno de los máximos exponentes actuales del reggae. Francia y diversas regiones de África son quizá las zonas en las cuales Seydou tiene la mayor cantidad de seguidores. Cabe destacar el conocimiento de los idiomas inglés, francés, hebreo y douala (entre otros) por parte de Alpha Blondy lo cual se ve claramente reflejado en sus temas.
El estilo de reggae que Alpha Blondy hace es el roots aunque en sus discos usa nuevas tecnologías, en sus canciones se percibe la cultura de algunas naciones africanas. Alpha Blondy es el mayor exponente del reggae africano, al mismo tiempo que alienta el crecimiento de artistas africanos haciéndolos colaborar con él, el disco Positive energy editado en 2015 es un ejemplo de ello al contar con la participación de Isam, Ismael Issac y Nauoufel.
Algunas de sus canciones más conocidas son:
- Apartheid is Nazism
- Brigadier Sabary
- I Wish You Were Here
- Cocody Rock
- Guerre Civile
- Jerusalem
- Journalistes en danger
- Multipartisme
- Politiqui
- Yitzhak Rabin
- Abortion is a Crime

## Discografía[1]
- 1982: Jah Glory
- 1984: Cocody Rock!!!
- 1985: Apartheid Is Nazism
- 1986: Jerusalem (featuring The Wailers)
- 1987: Revolution
- 1989: The Prophets
- 1992: Masada
- 1993: SOS Guerres Tribales
- 1993: Live Au Zénith (Paris)
- 1994: Dieu
- 1996: Grand Bassam Zion Rock
- 1997: Best Of
- 1998: Yitzhak Rabin
- 1999: Elohim
- 2001: Blondy Paris Bercy
- 2002: Merci
- 2005: Akwaba, The Very Best
- 2007: Jah victory
- 2011: Vision
- 2013: Mystic Power
- 2015: Positive Energy
- 2018: Human Race
- 2022: Eternity